# Mark McCormack
Mark Hume McCormack, född 6 november 1930, död 16 maj 2003, var en amerikansk näringslivspersonlighet, entreprenör och författare.
McCormack grundade och ledde International Management Group, (numera IMG), en internationell managementorganisation som sköter kommersiella ärenden, marknadsföring, etc, för sportpersonligheter, modeller och andra celebriteter.

## Biografi
McCormack tog examen på Yale Law School, och tjänstgjorde därefter kort i United States Army. Han började sin karriär på en advokatbyrå i Cleveland. 1960 grundade han International Management Group, vars första klient var golfaren Arnold Palmer. Företaget är det mest framgångsrika i sin genre och företräder, eller har företrätt, personer som Tiger Woods, Pete Sampras, Michael Schumacher, Björn Borg, Kiri Te Kanawa, Mats Sundin, Daniel Sedin, Henrik Sedin, Martin Dahlin, Fredrik Ljungberg och Kate Moss. McCormack fick även uppdrag från Margaret Thatcher, Michail Gorbatjov och påven Johannes Paulus II.
McCormack har givit ut ett antal böcker, av vilke den mest kända borde vara bästsäljaren What They Don't Teach You at Harvard Business School, som låg 21 veckor i rad som nummer 1 på New York Times bästsäljarlista.
McCormack var gift med Betsy Nagelsen-McCormack, en framgångsrik tennisspelare.

## Utmärkelser
I juli 2006 valdes McCormack in i World Golf Hall of Fame i kategorin "lifetime achievement", och installerades i oktober 2006. Den 23 januari 2008, installerades han även i International Tennis Hall of Fame. Filmen Wimbledon är dedicerad till Mark McCormack. Han utsågs till en av Forbes 400 Richest Americans 1995, 1998, 2001. 1990 utsågs han till "Most Powerful Man in Sport" av Sports Illustrated. Tidigt 90-tal erhöll McCormack även Nordstjärneorden av Kung Carl XVI Gustaf, främst för sina insatser för Nobelstiftelsen.